# ناظور (الجزائر)
الناظور هي فرع إداري تابع إداريا لولاية قالمة تبعد عنها حوالي 17كلم، كانت تسمى Gare De nador (محطة الناظور) وكماتعتبر من أقدم القرى في المنطقة.يحدها شمالا بني مزلين وجنوبا حمام النبايل وشرقا بوشقوف وغربا بومهرة أحمد. وسمي الناظور على اسم جنرال فرنسي وقت الاحتلال.
يعتبر الناظور منطة سياحية لاحتوائه على مناظر طبيعية جميلة وأماكن أثرية. ويعتبر مساهما كبيرا في المنتوج الفلاحي لقربه من واد سيبوس.